# Ardisia geniculata
Ardisia geniculata é uma espécie de planta da família Myrsinaceae. É endêmica do Panamá.